# Hippodrome de Laloubère
L'Hippodrome de Laloubère est un hippodrome français situé sur la commune de Laloubère dans le département des Hautes-Pyrénées à 5 km au sud de Tarbes. 

## Infrastructures
C'est un hippodrome ouvert au galop.
L'hippodrome de Laloubère est constitué :
- d'une piste en herbe de 1 800 m avec sa ligne droite d’arrivée de 450 m.

Il est agrémenté d'un parcours de golf de 9 trous, de tribunes et d'un restaurant.

## Historique
Les premières courses hippiques disputées sur ce site remontent à 1809. Il est à ce jour le plus vieil hippodrome de France en activité. 
L'hippodrome inauguré le 23 juillet 1809 attirait beaucoup de monde des environs plus des curistes l'été dont la fille de Louis XVI et duchesse d'Angoulême, Marie-Thérèse de France.
Il fut modernisé en 1971 et depuis 2001, il a retrouvé un nouveau souffle en rejoignant les équipements du « Grand Tarbes ».
En 2012, il est entré dans la cour des 30 hippodromes français qui bénéficient des Paris Hors Hippodrome du PMU grâce aux courses filmées en direct.

Sélection de vues de l'hippodrome  en 2021.
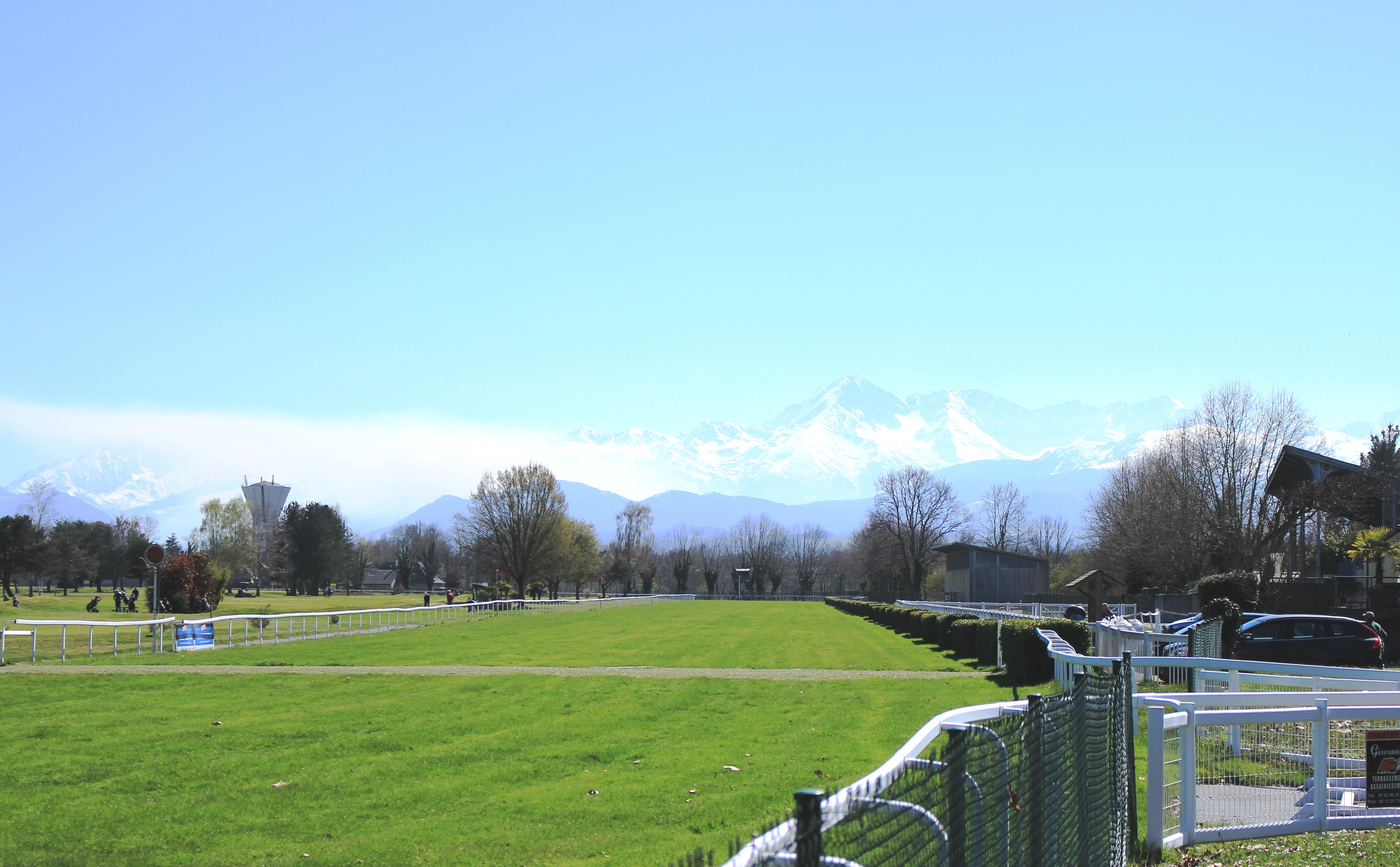
La piste.
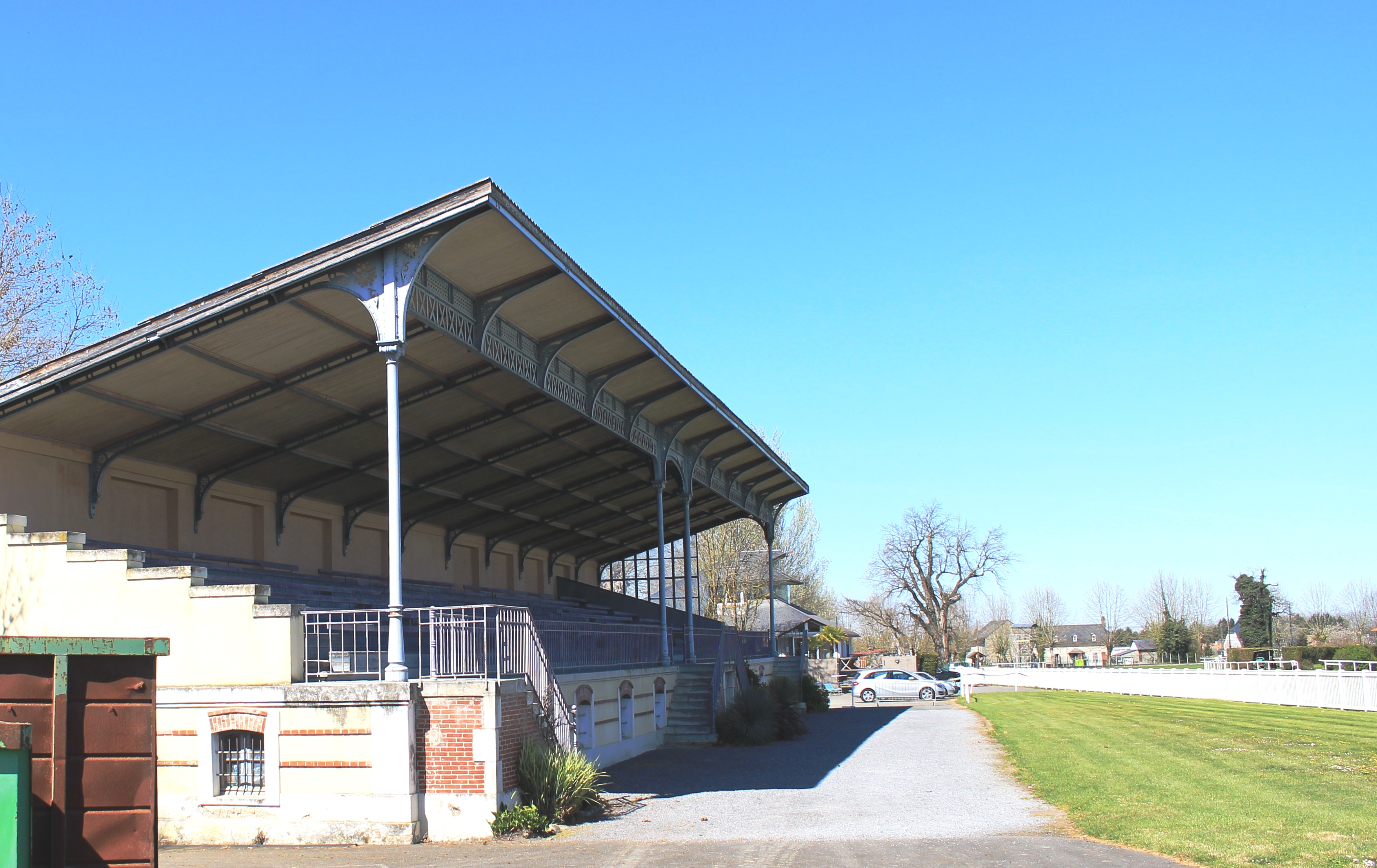
Les tribunes.
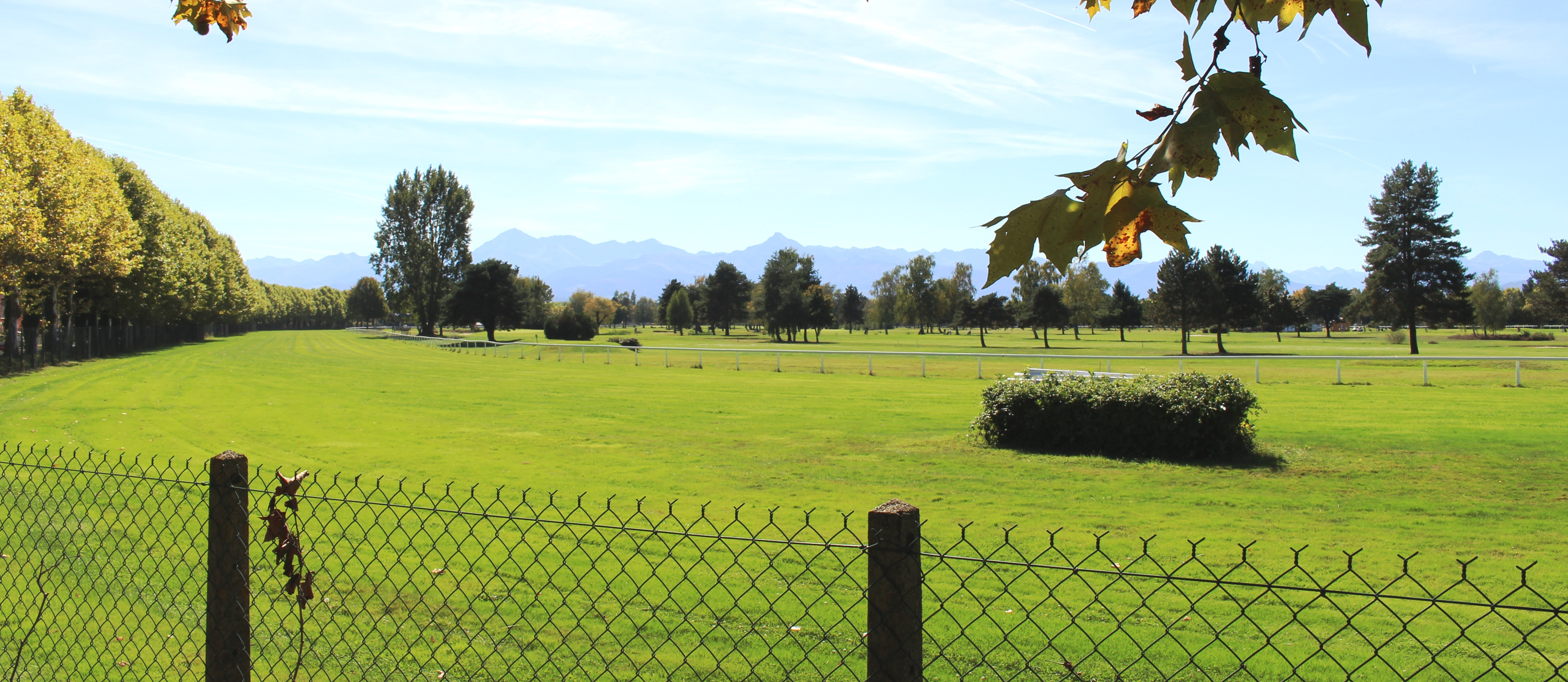
La piste.